# 科法 (亞利桑那州)
科法（英語：Kofa）是位於美國亞利桑那州尤馬縣的一個非建制地區。該地的面積和人口皆未知。

## 地理
科法的座標為32°52′55″N 113°38′48″W / 32.88194°N 113.64667°W，而該地的平均海拔高度為119米（即390英尺）。